# Lockheed L-1649 Starliner
Lockheed L-1649 Starliner — последняя модель авиалайнеров Lockheed Constellation.

## История
Производился на заводе Lockheed в Бербанке в штате Калифорния с 1956 по 1958 год. Прототип L-1649A впервые поднялся в воздух 11 октября 1956 года.

## Модификации

### L-1649A
Первоначальная серийная версия, оснащённая четырьмя двигателями Wright R-3350 988 TC18-EA-2. Построено 44 экземпляра.

### L-1649B
Предлагаемый турбовинтовой вариант. Не было произведено ни одного экземпляра.

## Эксплуатация
Эксплуатировался авиакомпаниями TWA, Air France, Lufthansa, Alitalia, Alaska Airlines и другие.
В 2007 году один из списанных лайнеров был куплен и восстановлен до лётного состояния. Его реставрация заняла около 10 лет.
Всего сохранились четыре экземпляра. Второй самолёт превращён в коктейль-бар в Оберне. Третий выставлен в музее во Флориде, четвёртый — в аэропорту Джермистона в ЮАР.

## Аварии и катастрофы
За время эксплуатации было потеряно 10 самолёт, погибли 163 человека.
| Дата       | Бортовой номер | Место          | Жертвы | Краткое описание                                                                                |
| ---------- | -------------- | -------------- | ------ | ----------------------------------------------------------------------------------------------- |
| 15.08.1958 | N8084H         | Монтана        | 0/71   | Совершил аварийную посадку после пожара в двигателе.                                            |
| 26.06.1959 | N7313C         | около Милана   | 68/68  | Через 5 минут после вылета рухнул на землю. Причина — взрыв топливного бака из-за удара молнии. |
| 10.05.1961 | F-BHBM         | пустыня Сахара | 78/78  | Предположительно, разбился после взрыва бомбы на борту.                                         |
| 19.06.1961 | LV-GLH         | Рио-де-Жанейро | 0/н.д. | Жёсткая посадка.                                                                                |
| 03.09.1964 | LV-GLI         | Финикс         | 0/0    | Уничтожен во время краш-теста.                                                                  |
| 18.12.1966 | N7301C         | Богота         | 17/59  | Разбился при заходе на посадку.                                                                 |
| 28.09.1968 | N8081H         | Стокон         | 0/11   | Жёсткая посадка.                                                                                |
| 09.12.1968 | N7314C         | Лас-Вегас      | 0/104  | Из-за некачественного топлива не смог взлететь и совершил жёсткую посадку.                      |
| 05.02.1969 | N7324C         | Парамарибо     | 0/н.д. | Использовался для перевозки контрабанды. При взлёте потерпел аварию и был брошен.               |
| 26.03.1969 | N7311C         | Кольчане       | 0/3    | Сел в поле из-за проблем с двигателями.                                                         |

## Технические характеристики

### Общие характеристики
- Экипаж: пять человек
- Вместимость: 99 пассажиров
- Длина: 116 футов 2 дюйма (35,41 м)
- Размах крыльев: 150 футов (46 м)
- Высота: 24 фута 9 дюймов (7,54 м)
- Площадь крыла: 1850 кв. футов (172 м2)
- Вес: 91 645 фунтов (41 569 кг)
- Максимальный взлётный вес: 156 104 фунтов (70 808 кг)
- Двигатели: 4 18-цилиндровых радиально-поршневых двигателя Wright R-3350 988 TC18-EA-2 Duplex-Cyclone с воздушным охлаждением, мощностью 3400 л. с. (2500 кВт) каждый.
- Винты: 3-лопастные гребные винты Hamilton Standard Hydromatic 43H60, диаметром 16 футов 10 дюймов (5,13 м), с постоянной скоростью и полностью флюгированными дюралевыми гребными винтами.

### Производительность
- Максимальная скорость: 377 миль в час (607 км/ч, 328 узлов) на высоте 18 600 футов (5669 м)
- Крейсерская скорость: 290 миль в час (470 км/ч, 250 узлов)
- Дальность: 4940 миль (7950 км, 4290 миль) с полезной нагрузкой 19 500 фунтов (8845 кг), 6180 миль (5370 миль; 9946 км) с полезной нагрузкой 8000 фунтов (3629 кг)
- Практический потолок: 23700 футов (7200 м)
- Скорость набора высоты: 1080 футов/мин (5,5 м/с).
- Нагрузка на крыло: 86,5 фунтов/кв. футов (422 кг/м2)
- Мощность/масса: 0,0847 л. с./фунт (0,1392 кВт/кг)